# Loose Change
Pour plus de détails, voir Fiche technique et Distribution.
Loose Change (en français : Petite monnaie) est une série de documentaires controversés, écrits et réalisés par Dylan Avery à partir de 2005 et distribués par Microcinema International. Traitant des attentats du 11 septembre 2001, les documentaires illustrent et soutiennent les théories du complot qui se sont diffusées peu de temps après les événements et qui avancent que ces attaques n'ont pas été le résultat d'attentats fomentés par des terroristes islamistes mais une action préparée par des personnes au sein du gouvernement américain.

## Auteurs et moyens
Les auteurs sont trois vingtenaires de l'État de New York, dont le réalisateur Dylan Avery. Ils ont produit le film avec un ordinateur portable.

## Versions
Une première version du documentaire est sortie en avril 2005, la seconde en 2006 et la version dite Final Cut est sortie en DVD et en streaming le 11 novembre 2007. Le 22 septembre 2009 est sortie la quatrième version du documentaire, intitulée Loose Change: An American Coup qui continue d'exploiter la thèse initiale d'un complot intérieur américain.

### Final Cut[5]
La version Loose Change, Final Cut, sort le 11 novembre 2007 aux États-Unis. Le documentaire conspirationniste dure alors 130 minutes pour un budget de 200 000$, notamment financé par les producteurs Tim Sparke et Alex Jones, réputé s'être enrichi en diffusant des théories du complot sur son site Infowars[réf. nécessaire].
La version Loose Change, Final Cut s'appuie sur un plan précis dans la démonstration :
- Acte I, Chapitre 1 : Pirates de l'air
- Acte I, Chapitre 2 : Les manœuvres
- Acte II, Chapitre 1 : Le pentagone
- Acte II Chapitre 2 : Les tours jumelles
- Acte II Chapitre 3 : Shanksville
- Acte III Chapitre 4 : WTC7
- Acte III

## Diffusion
Le premier film, Loose Change, a été diffusé par la compagnie des créateurs Louder than Words (en français, « Plus fort que les Mots ») et a connu un certain succès auprès du public après avoir été diffusé par une filiale de la Fox, WICZ-TV (en). En France, la seconde édition a été entièrement retraduite en français pour une diffusion en septembre 2007 sur la chaîne Planète.
Décrit comme le « premier blockbuster du web » par Vanity Fair, Loose Change est la vidéo la plus vue sur Google Vidéos en mai 2006, sans compter les ventes en DVD (un million d’exemplaires dans le monde). Le film a également été diffusé sur YouTube, où il est devenu la vidéo la plus regardée un an à peine après l'ouverture de la plateforme, avec quelque 10 millions d'internautes la visionnant durant le seul mois de mai 2006.
La philosophe Aurélie Ledoux indique en 2009 que « plus d’un million d’éditions DVD auraient été vendues et les téléchargements sur l’internet, toutes versions confondues, se compteraient aujourd’hui en dizaine de millions », si bien que « les médias en parlent désormais les jours anniversaires du 11-Septembre au même titre que des événements eux-mêmes ». Son confrère Guillaume Cazeaux indique en 2013 qu'« il est le film le plus vu de l'histoire de l'internet, avec plus de 150 millions de visionnages ».

## Fiche technique
- Réalisation et scénario : Dylan Avery
- Montage : Dylan Avery
- Musique : DJ Skooly
- Producteurs : Korey Rowe, Jason Bermas, Matthew Brown, Dylan Avery, Tim Sparke, Alex Jones
- Distribution : Microcinema International, Louder Than Words LLC
- Budget : 2 000 $ (1st Edition), 6 000 $ (2nd Edition), 200 000 $ (Final Cut), 3 500 000 $ (American Coup)
- Pays d'origine : États-Unis
- Langue : Anglais
- Durée : 82 minutes
- Date de sortie : 2005

## Critiques
Loose Change a fait l'objet de nombreuses critiques, aussi bien de la part de représentants officiels que de la part de chercheurs et de scientifiques (y compris des membres du 9/11 Truth Movement) et de divers journalistes.
En mars 2007, le département d'État des États-Unis publie un article extrêmement critique à l'égard du film d'Avery, contestant notamment les preuves alléguées en faveur de l'hypothèse de la démolition contrôlée du World Trade Center ou de l'absence d'avion sur le Pentagone, et regrettant que le caractère prétendument erroné, voire bâclé, du documentaire n'empêche pas son extrême popularité.
Le document Loose Change Creators Speak contient une liste exhaustive des citations de Dylan Avery, avec des commentaires du critique Mark Roberts. Ce dernier a également produit une critique de Loose Change, intitulée Loose Change Second Edition Viewer Guide (en français, Guide du spectateur pour la seconde édition de Loose Change). Cette relecture précise de la deuxième édition de Loose Change, qui suit point par point la chronologie du film, est également réalisée par Jim Hoffman dans sa critique détaillée de Loose Change 2d Edition. Il existe des équivalents français de ce genre de travaux sur le site Bastison qui propose une réfutation scientifique des arguments de Loose Change.
L'humoriste d'Internet Maddox a également critiqué le film d'Avery sur son site web.